# Colombiers-du-Plessis
Colombiers-du-Plessis là một xã thuộc tỉnh Mayenne trong vùng Pays de la Loire tây bắc nước Pháp. Xã này nằm ở khu vực có độ cao trung bình 230 mét trên mực nước biển.